# Kenneth Michael Rooney
Kenneth Michael Rooney (* 1. April 1994 in Winnipeg) ist ein kanadischer Volleyballspieler.

## Karriere
Rooney begann seine Karriere am Collège Jeanne-Sauvé. Er studierte von 2012 bis 2017 an der University of Manitoba. Nach seinem Studium ging der Mittelblocker nach Schweden zu Habo Wolley. 2018 wurde er vom deutschen Bundesligisten Netzhoppers Königs Wusterhausen verpflichtet.